# Marienkirche (Düren)

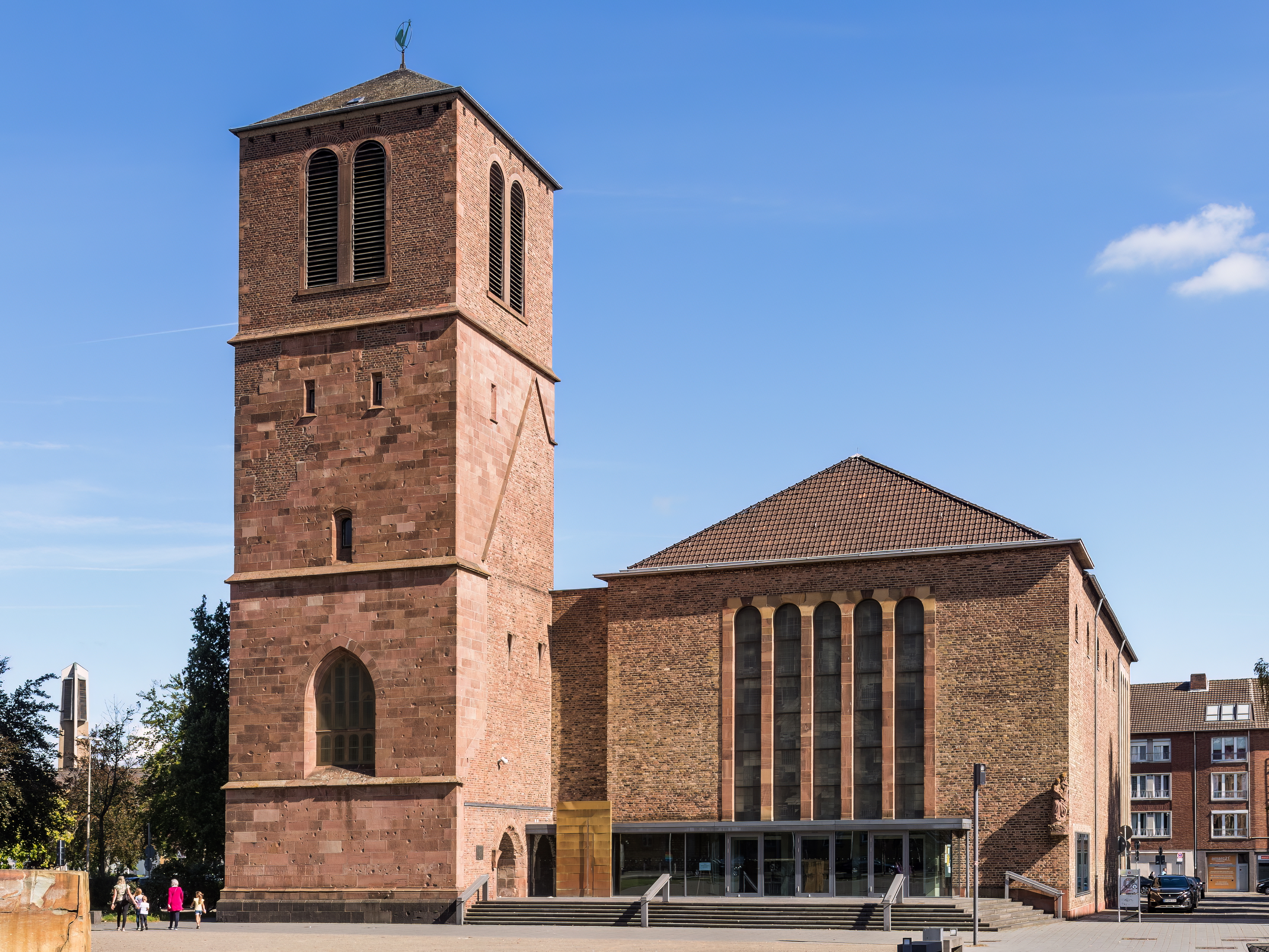
Dürener Marienkirche

Die Marienkirche ist eine römisch-katholische Filialkirche in Düren. Sie gehört zur Pfarrei St. Lukas (Bistum Aachen) und wurde im Jahr 1949 nach Plänen des Architekten Hans Peter Fischer aus Trümmerziegeln erbaut.

## Lage
Die Marienkirche liegt in der westlichen Dürener Innenstadt am Hoeschplatz. Die Franziskanerstraße verläuft direkt südlich am Kirchengebäude vorbei und östlich des Chors verläuft die Victor-Gollancz-Straße. In direkter Nachbarschaft zur Marienkirche stehen die Peschschule, das Leopold-Hoesch-Museum und das Gebäude des Amtsgerichts. Nördlich des Gotteshauses befindet sich ein großer Parkplatz, auf welchem sich bis zur Zerstörung im Zweiten Weltkrieg das Stadttheater Düren befand.

## Geschichte
Am jetzigen Standort der Marienkirche gibt es bereits seit 1459 ein Kirchengebäude. Zu diesem Zeitpunkt gründeten Franziskaner der Kölnischen Franziskanerprovinz (Colonia) aus Koblenz an dieser Stelle ein Kloster. 1470 wurde die Klosterkirche mit vier Altären geweiht.
1501 brachte der Steinmetz Leonhard aus Kornelimünster das Annahaupt von Mainz nach Düren. Es kam zuerst in die Marienkirche. 1506 wurde es in die heutige Annakirche überführt. 1533 wurden das Kloster durch einen Brand vernichtet und die Kirche schwer beschädigt. Nach dem Wiederaufbau blieb sie in ihrer Bausubstanz bis zum 16. November 1944, dem schwersten Luftangriff auf Düren, erhalten.
Nachdem das Franziskanerkloster 1802 im Rahmen der Säkularisation aufgehoben worden war, wurde die Klosterkirche 1832 zur zweiten Pfarrkirche der Stadt Düren. Wegen der Vielzahl der Gläubigen war die Kirche bald zu klein. Sie wurde im Westen um Westwerk und Glockenturm nach Plänen des Kölner Architekten Heinrich Renard im neogotischen Baustil erweitert und am 21. November 1915 geweiht. 1924 wurde eine Orgel der Bonner Orgelmanufaktur Klais mit 51 Registern eingebaut. Es war damals die größte Orgel in der Erzdiözese Köln, zu der Düren bis zur Wiedererrichtung des Bistums Aachen im Jahr 1930 gehörte. Nach dem 16. November 1944 war die Kirche völlig zerstört. Vorübergehend wurden die Gottesdienste bei der evangelischen Gemeinde in der Philippstraße abgehalten.
Am 1. Mai 1949 wurde der Grundstein für den Neubau der heutigen Kirche am Ort der zerstörten Kirche gelegt. Die neue Kirche wurde am 6. November 1949 durch den Aachener Bischof Johannes Joseph van der Velden konsekriert. Der Turm war am 27. November 1955 wiederhergestellt. 1992 erhielt die Kirche eine neue, vollmechanische Orgel mit 29 Registern von Orgelbaumeister Heinz Wilbrand, Übach-Palenberg. Diese ersetzte ein Werk von Weimbs Orgelbau aus Hellenthal mit 23 Registern von 1960.
Die Pfarreien St. Anna, St. Marien, St. Bonifatius, St. Josef, St. Cyriakus und St. Antonius schlossen sich zum 1. Januar 2010 zur neuen Großpfarrei St. Lukas zusammen. Von Februar bis September 2010 wurde die Kirche zu einer Begegnungsstätte, sowie Bücherei, Pfarrbüro und Gottesdienstsaal umgebaut.

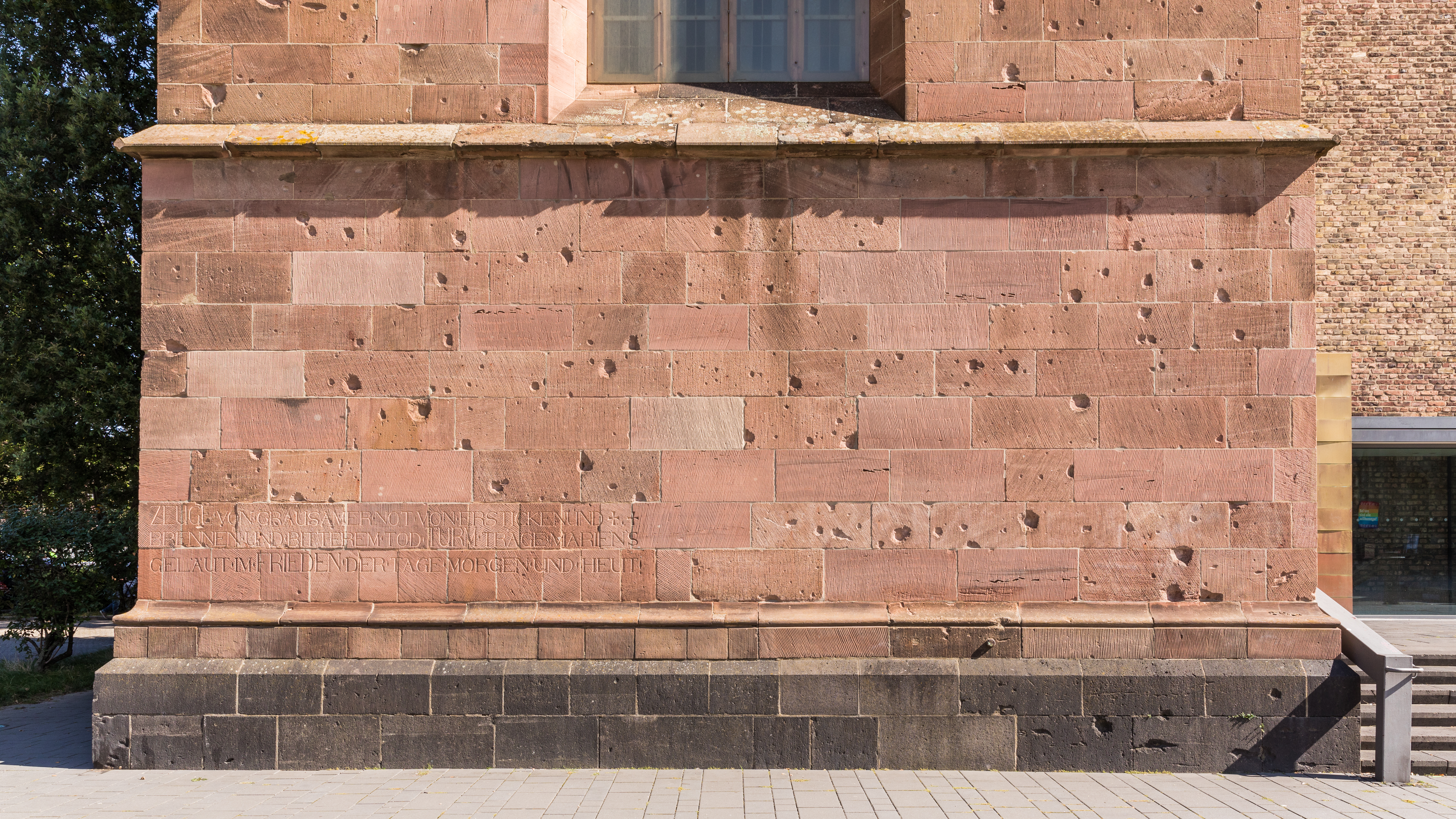
Kirchenturmstumpf mit der Inschrift: Zeuge von grausamer Not von Ersticken und Brennen und bitterem Tod Turm Trage Mariens Geläut im Frieden der Tage Morgen und Heut!

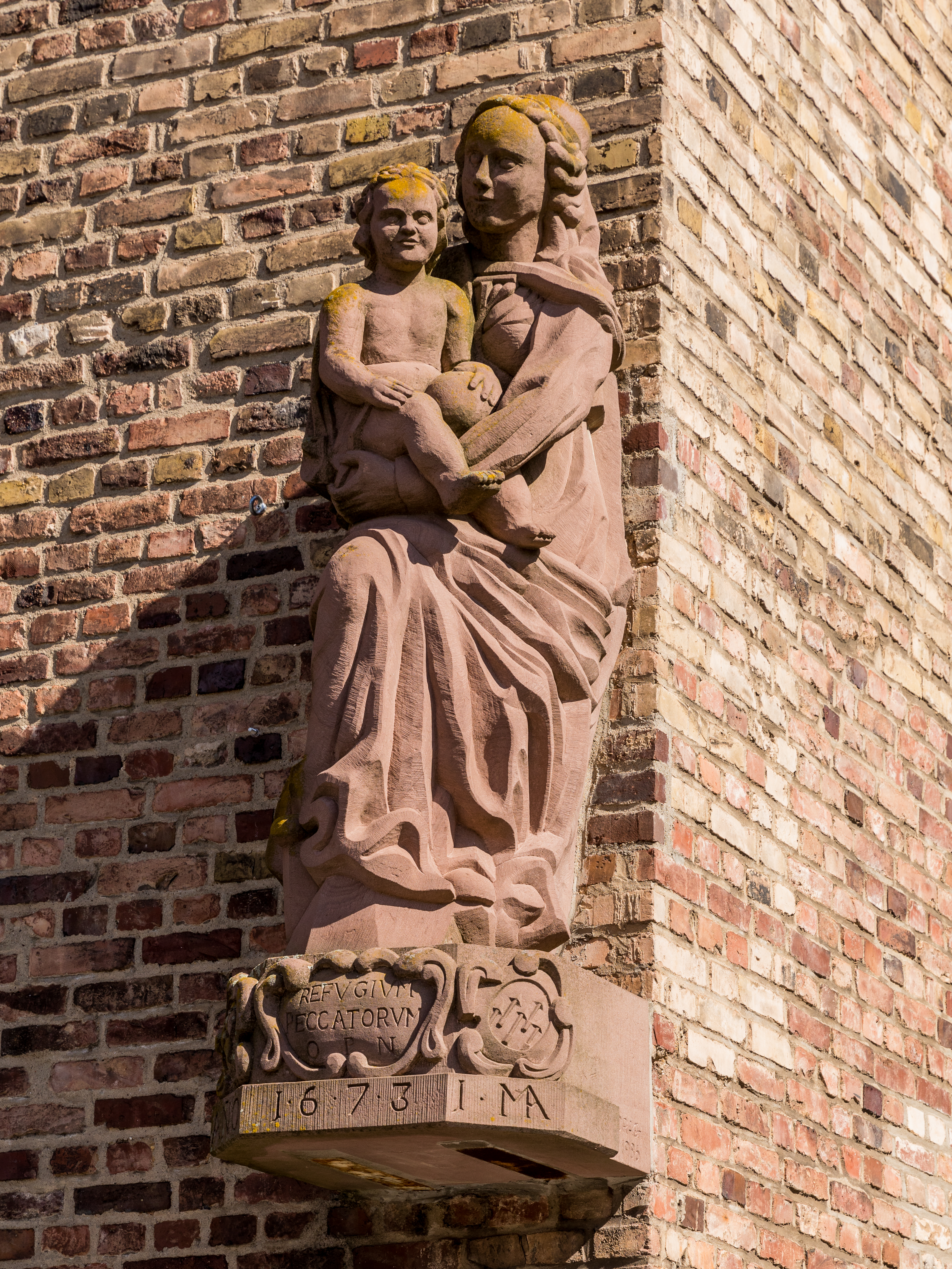
Madonna an der Südwestecke

Der Kirchturmstumpf von 1915 der alten Marienkirche und die barocke Madonna aus dem Jahre 1673 im Innern der Kirche sind unter Nummer 1/15 in die Denkmalliste der Stadt Düren eingetragen. Die Madonna an der Südwestecke der Kirche ist ein Duplikat der denkmalgeschützten Madonna im Kircheninnern. Sie wurde 1987 aus rotem Sandstein gefertigt.
Im Juni 2018 wurden bei den Arbeiten zur Anlegung eines Parkplatzes zwischen der Kirche und der Philippstraße Fundamente des Franziskanerklosters freigelegt.

## Pfarrer
Folgende Pfarrer wirkten von der Erhebung zur Pfarre 1832 bis zur Auflösung 2010 an St. Marien:
- 1832–1836: Quirin Gregor Nevels
- 1836–1854: Johann Heinrich Daubenthal
- 1854–1861: Heinrich Johann Velten
- 1861–1873: Johann Decker
- 1873–1886: Wilhelm Keller
- 1886–1906: Wilhelm Schonnefeld
- 1906–1916: Jakob Odenthal
- 1916–1944: Bernhard Voissem
- 1945–1962: Heinrich Lüpschen
- 1962–1978: Josef Wilmkes
- 1978–2004: Alfred Bergrath
- 2004–2010: Hans-Otto von Danwitz